# Virus de la grippe C
Gammainfluenzavirus influenzae
Espèce
Synonymes
- Influenza C virus (ICTV, 1995)
- Influenza virus C (ICTV, 1991)

Les virus de la grippe C, dont le nom scientifique depuis 2021 est Gammainfluenzavirus influenzae (anciennement Influenza C virus), sont des virus à ARN monocaténaire de polarité négative à génome segmenté du genre Gammainfluenzavirus, famille des Orthomyxoviridae. 
Les virus de la grippe C sont connus pour infecter l'homme et les porcs, leur donnant la grippe. La grippe due au type C est rare par rapport aux types A ou B, mais peut être grave, et ce virus peut causer des épidémies locales.